# Championnat européen des 5 ans

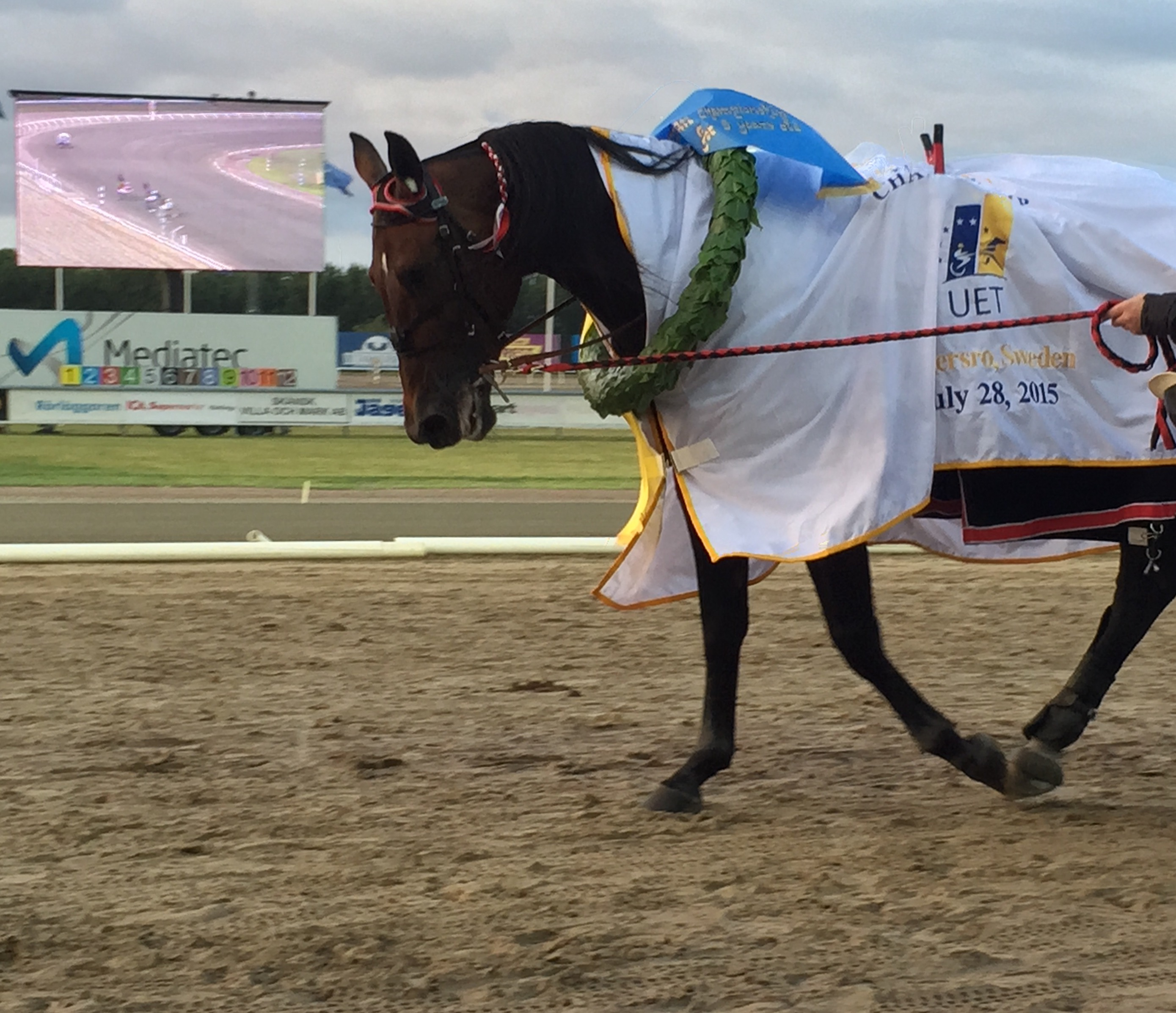
Le champion Robert Bi après sa victoire au Championnat européen des 5 ans en 2015 à Jägersro (Suède).

Le Championnat européen des 5 ans est une course hippique de trot attelé se déroulant en octobre sur un hippodrome européen, différent tous les ans, désigné par l'UET.
C'est une course européenne de Groupe I réservée aux chevaux de 5 ans, hongres exclus. L'édition 2022 était dotée de 100 000 € et s'est déroulée le 14 octobre 2022 sur l'hippodrome de Vincennes, en France.
Cette épreuve créée en 1965 voit s'affronter quelques-uns des meilleurs trotteurs européens de 5 ans, et permet de situer les chevaux. Les plus grands cracks ont souvent inscrit leur nom au palmarès de cette course.
Le Championnat européen des 5 ans se court sur une distance variable, proche de 2 100 m, en fonction de l'hippodrome choisi. Le départ est en revanche toujours effectué à l'autostart. Chaque pays membre de l'UET peut participer avec un cheval au moins, désigné par sa fédération d'origine.
L'épreuve ne figure pas au programme 2023,.

## Palmarès depuis 1982
| Année | Hippodrome    | Vainqueur                                               | Pays                                                    | Père                                                    | Driver                                                  | Distance                                                | Réd.km                                                  |
| ----- | ------------- | ------------------------------------------------------- | ------------------------------------------------------- | ------------------------------------------------------- | ------------------------------------------------------- | ------------------------------------------------------- | ------------------------------------------------------- |
| 2022  | Vincennes     | Héraut d'Armes                                          | France                                                  | Ready Cash                                              | Jean-Michel Bazire                                      | 2 100 m                                                 | 1'10"7                                                  |
| 2021  | Åby           | Extreme                                                 | Danemark                                                | Chocolatier                                             | Steen Juul                                              | 2 140 m                                                 | 1'11"3                                                  |
| 2020  | Vincennes     | Féérie Wood                                             | France                                                  | Charly du Noyer                                         | Alexandre Abrivard                                      | 2 100 m                                                 | 1'12"9                                                  |
| 2019  | Vermo         | Stonecapes Queila                                       | Finlande                                                | Otello Pierji                                           | Hannu Torvinen                                          | 2 120 m                                                 | 1'11"9                                                  |
| 2018  | Vincennes     | Dijon                                                   | France                                                  | Ganymède                                                | Romain Derieux                                          | 2 100 m                                                 | 1'14"                                                   |
| 2017  | Solvalla      | Readly Express                                          | Suède                                                   | Ready Cash                                              | Jorma Kontio                                            | 2 140 m                                                 | 1'12"                                                   |
| 2016  | Vincennes     | Bold Eagle                                              | France                                                  | Ready Cash                                              | Franck Nivard                                           | 2 100 m                                                 | 1'13"8                                                  |
| 2015  | Jägersro      | Robert Bi                                               | Pays-Bas                                                | Toss Out                                                | Robin Bakker                                            | 2 140 m                                                 | 1'11"5                                                  |
| 2014  | Vincennes     | Support Justice                                         | Norvège                                                 | Kadabra                                                 | G.-V. Gundersen                                         | 2 100 m                                                 | 1'11"6                                                  |
| 2013  | Vincennes     | Un Mec d'Héripré                                        | France                                                  | Orlando Vici                                            | Franck Nivard                                           | 2 100 m                                                 | 1'10"5                                                  |
| 2012  | Turin         | Nesta Effe                                              | Italie                                                  | Naglo                                                   | Roberto Vecchione                                       | 2 060 m                                                 | 1'13"6                                                  |
| 2011  | Åby           | Joke Face                                               | Suède                                                   | Viking Kronos                                           | Lufti Kolgjini                                          | 2 140 m                                                 | 1'12"4                                                  |
| 2010  | Bjerke        | Yield Boko                                              | Suède                                                   | Viking Kronos                                           | Björn Goop                                              | 2 100 m                                                 | 1'12"4                                                  |
| 2009  | Trévise       | Ilaria Jet                                              | Italie                                                  | Pine Chip                                               | Jean-Michel Bazire                                      | 2 060 m                                                 | 1'13"9                                                  |
| 2008  | Åby           | Brioni                                                  | Allemagne                                               | Timberland                                              | Joakim Lovgren                                          | 2 140 m                                                 | 1'12"1                                                  |
| 2007  | Vincennes     | Offshore Dream                                          | France                                                  | Rêve d'Udon                                             | Pierre Levesque                                         | 2 100 m                                                 | 1'12"2                                                  |
| 2006  | Halmstad      | Jetstile                                                | Norvège                                                 | Coktail Jet                                             | Geir V.Gundersen                                        | 2 140 m                                                 | 1'13"1                                                  |
| 2005  | Vincennes     | Mara Bourbon                                            | France                                                  | And Arifant                                             | Jean-Pierre Dubois                                      | 2 100 m                                                 | 1'11"3                                                  |
| 2004  | Trévise       | Tsar d'Inverne                                          | Suède                                                   | Arnaqueur                                               | Dominik Locqueneux                                      | 2 060 m                                                 | 1'14"6                                                  |
| 2003  | Trévise       | Kiwi                                                    | France                                                  | Coktail Jet                                             | Jos Verbeeck                                            | 2 060 m                                                 | 1'13"1                                                  |
| 2002  | Trévise       | Abano As                                                | Allemagne                                               | Dylan Lobell                                            | Pietro Gubellini                                        | 2 060 m                                                 | 1'13"7                                                  |
| 2001  | Trévise       | Zambesi Bi                                              | Italie                                                  | Crown's Invitation                                      | Mario Biasuzzi                                          | 2 060 m                                                 | 1'13"8                                                  |
| 2000  | Trévise       | Varenne                                                 | Italie                                                  | Waikiki Beach                                           | Giampaolo Minnucci                                      | 2 060 m                                                 | 1'14"5                                                  |
| 1999  | Vincennes     | Général du Pommeau                                      | France                                                  | Sébrazac                                                | Jules Lepennetier                                       | 2 100 m                                                 | 1'16"2                                                  |
| 1998  | Vincennes     | Remington Crown                                         | Suède                                                   | Lord of All                                             | Jos Verbeeck                                            | 2 100 m                                                 | 1'15"1                                                  |
| 1997  | Jägersro      | Call Me                                                 | Suède                                                   | Express Ride                                            | Veijo Heiskanen                                         | 2 140 m                                                 | 1'14"6                                                  |
| 1996  | Enghien       | Défi d'Aunou                                            | France                                                  | Armbro Goal                                             | Jean-Étienne Dubois                                     | 2 150 m                                                 | 1'15"6                                                  |
| 1995  | Bjerke        | Camino                                                  | France                                                  | Firstly                                                 | Anders Lindqvist                                        | 2 100 m                                                 | 1'17"3                                                  |
| 1994  | Dinslaken     | Boss is Back                                            | Finlande                                                | Barbeque                                                | Jorma Kontio                                            | 2 100 m                                                 | 1'17"7                                                  |
| 1993  | Gelsenkirchen | Iata Käll                                               | Suède                                                   | Ata Star L                                              | Tommy Hanné                                             | 2 100 m                                                 | 1'14"3                                                  |
| 1992  | Teivo         | Shan Rags                                               | Norvège                                                 | Horton                                                  | Noralf Braekken                                         | 2 100 m                                                 | 1'15"1                                                  |
| 1991  | Munich        | Zico Star F                                             | Norvège                                                 | Damons Pride                                            | Asbjörn Mehla                                           | 2 100 m                                                 | 1'15"1                                                  |
| 1990  | Vincennes     | Atas Fighter L                                          | Suède                                                   | Quick Pay                                               | Anders Lindqvist                                        | 2 100 m                                                 | 1'16"                                                   |
| 1989  | Bjerke        | Course annulée en raison de l'épidémie de grippe équine | Course annulée en raison de l'épidémie de grippe équine | Course annulée en raison de l'épidémie de grippe équine | Course annulée en raison de l'épidémie de grippe équine | Course annulée en raison de l'épidémie de grippe équine | Course annulée en raison de l'épidémie de grippe équine |
| 1988  | Gelsenkirchen | Piper Cub                                               | Suède                                                   | Tibur                                                   | Stig H. Johansson                                       | 2 000 m                                                 | 1'16"3                                                  |
| 1987  | Axevalla      | Krista Sidney                                           |                                                         | Pershing                                                | Olle Goop                                               | 2 140 m                                                 | 1'15"9                                                  |
| 1986  | Cesena        | Hairos                                                  |                                                         | Pay Dirt                                                | John K. Hansen                                          | 1 660 m                                                 | 1'16"4                                                  |
| 1985  | Schaesberg    | Granit Bagnsbo                                          |                                                         | Pay Dirt                                                | Steen Juul                                              | 2 140 m                                                 | 1'16"9                                                  |
| 1984  | Courtrai      | Meadow Sonn                                             |                                                         | Meadow Nevele                                           | Josef Sparber                                           | 2 300 m                                                 | 1'17"7                                                  |
| 1983  | Oslo          | Mr Black                                                |                                                         | Hoot Speed                                              | Olle Larsson                                            | 2 100 m                                                 | 1'16"4                                                  |
| 1982  | Naples        | Dimma                                                   |                                                         | Big Lama                                                | Björn Lindblom                                          | 1 600 m                                                 | 1'16"1                                                  |